# سفيتوسلاف بتروف
سفيتوسلاف بتروف (بالبلغارية: Светослав Петров)‏ (20 أغسطس 1988 بساندانسكي في بلغاريا - ) هو لاعب كرة قدم بلغاري في مركز الوسط. لعب مع او في سي سليفن 2000 ونادي لوكوموتيف صوفيا وفيهرين ساندانسكي وFC Lyubimets ‏ وPFC Brestnik 1948 ‏ وFC Sportist Svoge ‏.

## وصلات خارجية
- سفيتوسلاف بتروف على موقع قاعدة بيانات كرة القدم.إي يو (الإنجليزية)